# Himantura uarnak
Pastenague indienne, Pastenague léopard, Raie alvéolée
Espèce
Statut de conservation UICN

 EN  : En danger
Himantura uarnak, la Pastenague indienne ou Raie alvéolée, est une espèce de poissons cartilagineux d'eau de mer ou saumâtre de la famille des Dasyatidae.

## Répartition
Himantura uarnak se rencontre entre 20 et 50 m de profondeur en zone subtropicale, aux latitudes comprises entre 38°N et 37°S et aux longitudes entre 34°E  et  149°O.

## Description
Himantura uarnak peut mesurer jusqu'à 200 cm de diamètre pour un poids maximal publié de 150 kg. Sa maturité sexuelle apparait à la taille d'environ 83 cm. Sa face dorsale est beige, maculée de nombreuses taches brun sombre dont le nombre et la forme varient avec l'âge. Sa face ventrale est blanche et grise,.
Elle se nourrit de petits poissons et d’invertébrés de fond comme des crabes, des mollusques, des pieuvres…, parfois même de méduses.
Himantura uarnak est espèce venimeuse.

## Systématique
Le nom valide complet (avec auteur) de ce taxon est Himantura uarnak (Gmelin, 1789).
Elle est mentionnée pour la première fois en 1775 par le naturaliste suédois Pehr Forsskål lors d'une expédition en mer Rouge,. Outre la mer Rouge, cette espèce est présente dans l'ouest de l'océan Indien ainsi qu'en Méditerranée orientale. 
Le genre Himantura, dont H. uarnak est l'espèce type, comprend aussi la raie alvéolée australienne H. australis, la raie léopard H. leoparda (dont H. uarnak est l'espèce sœur), la raie léopard à petites ocelles H. tutul, la raie ondulée ''H. undulata, ainsi qu'une ou deux autres espèces qui restent à décrire de façon formelle. 
Ce taxon porte en français les noms vernaculaires ou normalisés suivants : 
- Pastenague indienne[7],[1]
- Pastenague léopard[1] (ancien nom FAO)
- Pastenague nid d'abeille[1]
- Raie alvéolée[1]
- Raie blanche[1] (île Maurice)
- Raie bouclée[1]

Himantura uarnak a pour synonymes :
- Dasyatis punctata (Günther, 1870)[8]
- Dasyatis uarnak (Gmelin, 1789)[5]
- Dasybatus uarnak (Gmelin, 1789)[5]
- Himantura punctata (Günther, 1870)[5]
- Himantura punctata Günther, 1870[9]
- Himantura variegatus (McClelland, 1841)[9]
- Pastinachus uarnak (Forsskål, 1775)[8]
- Raja sephen uarnak Forsskål, 1775[5]
- Raja sephen uarnak Gmelin, 1789[8]
- Raja uarnak Gmelin, 1789[5]
- Trygon punctata Günther, 1870[10]
- Trygon punctata Günther, 1870[5]
- Trygon uarnak (Forsskål, 1775)[8]
- Trygon uarnak (Gmelin, 1789)[5]

### Étymologie
Son épithète spécifique, uarnak, reprend le nom vernaculaire de cette espèce en arabe.